# こよいキミに恋をして
『こよいキミに恋をして』（こよいキミにこいをして）はAYUSE KOZUEの8枚目のシングルである。2008年4月23日発売。発売元はTOY'S FACTORY。
RIP SLYMEのDJ FUMIYAがプロデュースに参加。MCでTERIYAKI BOYZのWISEが参加。

## 収録曲
1. こよいキミに恋をして
2. unpretty good
3. FOLLOW ME (Soul Central remix)